# Malá Ida
Malá Ida é um município da Eslováquia, situado no distrito de Košice-okolie, na região de Košice. Tem 10,19 km² de área e sua população em 2018 foi estimada em 1.674 habitantes.

## Demografia
| Ano:        | 1994 | 2004    | 2014    | 2024    |
| ----------- | ---- | ------- | ------- | ------- |
| Broj ljudi: | 831  | 1187    | 1477    | 2010    |
| Razlika:    |      | +42,83% | +24,43% | +36,08% |

| Ano:               | 2023 | 2024   |
| ------------------ | ---- | ------ |
| Número de pessoas: | 1972 | 2010   |
| Diferença:         |      | +1,92% |